# Lay Low (сингл Snoop Dogg)
«Lay Low» (с англ. — «Залечь на дно») — сингл американского рэпера Snoop Dogg из альбома Tha Last Meal, записанный при участии Master P, Nate Dogg, Butch Cassidy и Tha Eastsidaz. Продюсерами трека стали Master P, Dr. Dre и Mike Elizondo. Песня получила умеренную ротацию и попала в сборник хитов Snoop Dogg: "Greatest Hits". В клипе на песню снялись участники группы Tha Dogg Pound Kurupt и Soopafly. Клип был снят Hype Williams. Песня дала успех группе Tha Eastsidaz. Также, этот трек стал одним из последних синглов Snoop Dogg на лейбле No Limit Records.

## Список композиций
12-дюймовый сингл
- A1 "Snoop Dogg"
- A2 "Lay Low"
- A3 "Wrong Idea"
- B1 "Snoop Dogg (Instrumental)"
- B2 "Lay Low (Instrumental)"
- B3 "Wrong Idea (Instrumental)"

CD-сингл
- "Lay Low (Clean)"
- "Lay Low (Instrumental)"